# 阿尔马尔萨德卡梅罗斯
阿尔马尔萨德卡梅罗斯，是西班牙拉里奥哈自治区的一个市镇。总面积28平方公里，总人口35人（2001年），人口密度1人/平方公里。